# Granadski ukaz
Granadski ukaz ili Alhambrijski ukaz (špa. Edicto de Granada, Decreto de la Alhambra) ukaz je španjolskih vladara Ferdinanda i Izabele iz 31. ožujka 1492. kojim se naređuje izgon Židova s područja Španjolske do 31. srpnja iste godine.
Ukaz se formalno povukao 16. prosinca 1968. na Drugom vatikanskom saboru. Broj Židova u Španjolskoj danas se procjenjuje na oko 50 tisuća.

## Pozadina
Početkom 8. stoljeća Arapi (muslimani) okupirali su i naselili većinu Pirinejskog poluotoka. U tim krajevima Židovi su živjeli od vremena Rimskoga Carstva. Židove su smatrali ljudima knjige (Dhimmi) i imali su poseban status te su zato često napredovali pod islamskom vlašću. Židovi su podupirali te katkad čak i pomagali muslimanske osvajače kao rezultat Vizigotskog okrutnog tretmana Židova. Snošljivost maurskih vladara privlačila je Židove i židovske su enklave u muslimanskim gradovima procvjetale kao mjesta učenja i trgovine. Postupno, uvjeti života za Židove su postajali grublji, posebice nakon pada Omejidskog kalifata.
Otprilike u 14. stoljeću većinu iberskog polutoka Maurima su otela katolička kraljevstva u procesu tzv. rekonkviste. Očito neprijateljstvo prema Židovima postalo je još izraženije, očitujući se u brutalnim epizodama nasilja i pritiska. Tisuće Židova pokušali su izbjeći te napade preobrativši se na katoličanstvo. Takve su nazivali  converso, novi kršćani ili marranosi. Isprva su takva obraćenja izgledala učinkovitim rješenjem za kulturološki sukob: mnoge obitelji obraćenika doživjele su društveni i trgovački uspjeh, no njihov uspjeh smetao je crkvenoj i kraljevskoj hijerarhiji.
Mnogi španjolski moćnici, kako svjetovni tako i vjerski, gledali su na Židove s dubokom sumnjom. Židove su također držali suradnicima muslimana.
Te sumnje kršćana samo je pojačavala činjenica da su neki od prisilnih preobraćenika bili nedvojbeno neiskreni. Neki, ali ne svi conversos, odlučili su spasiti svoj društveni i trgovački ugled na jedini mogući način - krštenjem i prihvaćanjem kršćanstva - dok su privatno i dalje obnašali obveze židovske vjere. Ti tajni praktikanti obično se nazivaju kripto-židovima ili marranosima.
Postojanje kripto-židova bio je neodoljiv izazov svjetovnim i crkvenim vođama koji su ionako bili neprijateljski raspoloženi prema španjolskom židovstvu. Neizvjesnost oko iskrenosti židovskih obraćenika dodalo je ulje na vatru antisemitizma u 15. stoljeću u Španjolskoj.

## Ferdinand i Izabela
Katolički vladari Ferdinand II i Izabela I., čijim je brakom u 1469. formirana obiteljska zajednica krune Aragona i krune Kastilje, s usklađenim pravilima i politikama između njihovih kraljevstava, neprijateljstvo prema Židovima došlo je do vrhunca. To su dva od tri konsolidirana kraljevstva na Iberskom poluotoku, kralj Filipom II., njihov praunuk, ujedinio je Iberiju u jednu Kraljevinu Španjolsku, preteču moderne Španjolske.
Ferdinand i Izabela shvatili su ozbiljno izvješća o tome kako neki kripto-židovi, ne samo da privatno prakticiraju bivšu vjeru, nego i potajno pokušavaju vratiti obraćene Židove natrag na staru vjeru. Godine 1480 kralj Ferdinand i kraljica osnovali su španjolsku inkviziciju u Kastilji i Aragonu za istraživanje tih i drugih sumnji. Nije poznato koliko je bilo neiskrenih obraćenika ni koliko onih koji su druge nastojali vratiti na židovstvo.
Neovisni islamski Emirat od Granade vazalna je država Kastilje od 1238. Godine 1491., u pripremi za prijelaz na kastiljski teritorij, emir Muhamed XII. i kraljica Kastilje potpisali su Granadski mir kojim se jamče vjerske slobode tamošnjima Židovima i muslimanima.Ubrzo nakon pada Granade, Ferdinand i Izabela zaboravili su na nj te židove i muslimane podvrgnuli inkvizicijskim progonima Granadskim ukazom.

## Ukaz
Kralj i kraljica izdali su Granadski ukaz manje od tri mjeseca nakon predaje Granade. U njemu su Židovi bili optuženi za pokušaj rušenja svoje svete katoličke vjere i nastojanje privlačenja vjernih kršćana daleko od svojih uvjerenja.
Ove mjere nisu bile nove u Europi.
Nekim su Židovima dali samo četiri mjeseca da izvrše naredbu da se ili pokrste ili napuste zemlju. Pod ukazom, Židovima su obećali kraljevsku zaštitu i sigurnost na tri mjeseca do roka. Bilo im je dozvoljeno uzeti svoje svoje stvari s njima, osim zlata, srebra ili kovanog novca.
Kazna za bilo kojeg Židova koji nije pokršten ili napustio zemlju unutar roka bila je smrt. Kazna za ljude koji nisu bili Židovi, a skrivali su ih bila je oduzimanje svih stvari i nasljeđenih povlastica.

## Preobraćenja
Dio španjolskih Židova (procjenjuje se između 50 i 70 tisuća ) odlučili su izbjeći izgon obraćenjem na kršćanstvo, no to ih nije zaštitilo od Crkve nakon što je španjolska inkvizicija postigla punu snagu; progoni i izgoni bili su uobičajeni. Međutim, nedavna genetička istraživanja Y kromosoma na Sveučilištu u Leicesteru pokazala su da oko 20% španjolskih muškaraca ima izravne veze po očevoj liniji sa sefardskim Židovima. Ipak, rezultati su u opreci ili se ne upotpunjuju s genetičkim studijama na Iberskom polutoku i većinskom historiografijom (poriče neolitičko, starorimsko, starogrčko, feničko, germansko, alansko, slavensko, arapsko i drugo nasljeđe modernih Iberaca pa su i sami autori sumnjali u nj kao i britanski genetičar Stephen Oppenheimer). 
Mnoge od tih novih kršćana inkvizicija je prisilila ili napustiti zemlju ili sklapati miješane brakove s lokalnim katolicima. Mnogi su naselili Sjevernu Afriku, Latinsku Ameriku i Osmalijsko Carstvo i druge dijelove Europe (Nizozemsku, Englesku).

## Don Isaac Abravanel i Granadski ukaz
Legenda kaže da je Don Isaac Abravanel, portugalski Židov koji je prethodno platio otkupninu za 480 židovskih konvertita iz Málage plaćajući 20 tisuća doubloona, ponudio 600 tisuća dukata kralju za povlačenje ukaza. Govorilo se da je Ferdinand oklijevao, ali ga je u prihvaćanju ponude spriječio veliki inkvizitor Tomás de Torquemada bacivši raspelo pred kralja i kraljicu pitajući ih hoće li oni poput Jude izdati Isusa za novac.

## Posljedice izgona

### Demografske
Procjene ukupna broja Židova koji su napustili Španjolsku vrlo su različite, ali kreću se od 50.000 do 200.000 ljudi. U Aragonu židovska je populacija bila jako brojna pa je demografski gubitak iznosio oko 10.000 ili 20.000. Većina židovskih prognanika otišla je u Portugal ili Navarru odakle će koju godinu kasnije također protjerati, a manji je broj Židova otišao u Flandriju, Sjevernu Afriku, Italiju i mediteransko područje Osmanskog carstva.

### Gospodarske
Sam odlazak Židova bio je osobito bitan u poduzetništvu i ekonomiji područja koje su naseljavali. Neki povjesničari tvrde da je s njima otišla mogućnost da španjolsko društvo dobije zamah ranog kapitalizma.
Izgon je postao uspješan financijski element krune i inkvizicije zbog uredbe o izvlaštenju u sklopu ukaza. Mnogi su Židovi bili zatočeni u Sevilli do 1510., a puštani su nakon plaćanja tisuća dukata, iznos se udvostručavao svaki put dok nije došao do iznosa od 40.000 dukata. To je izazvalo krizu krune i Crkve koji su se borili za stjecanje te imovine.
Ukazi iz Barcelone 30. listopada 1492. i 30. ožujka 1493. pokazuju interese vladara Ferdinanda i Izabele za bogaćenje imovinom Sefarda.

### Društveno-vjerske
Ukaz pokazuje da razlog za protjerivanje nije nedostatak vjere obraćenika nego integracija židovskih blagdana u kršćanstvo. Ovo se nije smatralo kontradiktornim u mesijanskim vjerama.

### Kulturne
Protjerivanja je za društvo Kastilije i Aragona značilo gubitak slavnih ličnosti iz kulturne i znanstvene sfere kao što su bili Abraham Zacuto (astronom i kozmograf), Solomon Ben Verga (pisac), Izaka Abravanel (sin savjetnika kraljeva i pisac) i mnogih drugih.
Prijevodi Svetog pisma (Biblije) poput Biblije od Albe ili od Ferrara, što je dovelo do mnogih drugih kao Reina i Valera i engleske verzije ili Kralja Jamesa, nisu se mogli razviti.
Znanstvena istraživanju nisu previše patila jer ih gotovo nije bilo među kršćanima.